# Otto Šling
Otto Šling, také Ota Šling, vlastním jménem Otto Schling (24. srpna 1912 Nová Cerekev – 3. prosince 1952 věznice Pankrác, Praha) byl český a československý politik, poválečný vysoký funkcionář Komunistické strany Československa v Brně a poslanec Prozatímního a Ústavodárného Národního shromáždění a Národního shromáždění ČSR. V 50. letech 20. století oběť politických procesů.

## Biografie
Narodil se v Nové Cerekvi jako třetí dítě v židovské rodině podnikatele Emila Šlinga. Vystudoval německojazyčné gymnázium v Teplicích, kde žil v dětství. Navštěvoval Lékařskou fakultu University Karlovy v Praze, ale školu nedokončil, protože ve 30. letech odešel jako dobrovolník bojovat v řadách Interbrigád do španělské občanské války. Zde působil jako vojenský lékař. Za druhé světové války působil v exilu v Londýně, kde mimo jiné prosadil zavedení Mezinárodního dne studentstva 17. listopadu, na památku událostí ze 17. listopadu 1939 v Protektorátu. V exilu zastával post tajemníka hnutí Mladé Československo.
Po válce se podílel na politickém životě v Brně i na celostátní úrovni. V letech 1945–1949 byl krajským politickým tajemníkem Krajského výboru KSČ, v letech 1949–1950 dokonce vedoucím krajským tajemníkem KV KSČ a v letech 1945–1950 byl i členem Ústředního výboru Komunistické strany Československa. Do ÚV KSČ byl kooptován 29. listopadu 1945 a následně ve funkci potvrzen na VIII. sjezdu KSČ a IX. sjezdu KSČ. Jeho aktivita před parlamentními volbami v roce 1946 ovšem byla kritizována (KSČ ve volbách v Brně zaostala za očekáváním i celorepublikovými čísly). Reputaci strany uškodil postup zvolený Šlingem v souvislosti s aférou okolo majora Vladimíra Šoffra (na zákaz Šoffrovy vysokoškolské přednášky v únoru 1946 iniciovaný komunisty reagovali studenti demonstracemi, následně došlo k protidemonstracím komunistických dělníků včetně fyzického napadání studentů). Šling se angažoval i v událostech okolo únorového převratu v roce 1948, kdy působil jako předseda krajského Akčního výboru Národní fronty. Dobovými pozorovateli byl popisován jako temperamentní, ambiciózní, panovačný, neústupný, ale zároveň disciplinovaný, precizní a schopný organizátor. Zasadil se o zřízení Pionýrského domu v Brně-Lužánkách. V roce 1949 byl iniciátorem akce Mládež vede Brno, kdy mladí političtí aktivisté na tři dny převzali řízení města, aby tak ukázali nadšení mládeže pro politiku KSČ.
V letech 1945–1946 byl poslancem Prozatímního Národního shromáždění za KSČ. V parlamentu setrval až do parlamentních voleb v roce 1946, pak se stal poslancem Ústavodárného Národního shromáždění za KSČ a po volbách do Národního shromáždění roku 1948 se stal za KSČ poslancem Národního shromáždění ve volebním kraji Brno. Na poslaneckém postu setrval jen do října 1950, kdy rezignoval po svém zatčení Státní bezpečností dne 6. října 1950. Místo něj nastoupil jako náhradník Josef Paleček.
V listopadu 1950 byl vyloučen z ÚV KSČ (vyloučení ÚV KSČ potvrdil v únoru 1951). Byl totiž jedním z obžalovaných v procesu se Slánským. Byl odsouzen k smrti a popraven na Pankráci. V roce 1963 se posmrtně dočkal rehabilitace.
V listopadu 1941 se oženil s Marianou Wilbrahamovou (5. 3. 1913 Nový Zéland – 22. 6. 2010 Londýn). Britská manželka byla po zatčení svého manžela dva roky ve vazbě, až po dvou letech viděla své syny, kteří byli mezitím v dětském domově. Po propuštění se musela přestěhovat do severovýchodních Čech, kde pobývala až do roku 1956. Z Československa definitivně odešla v roce 1970. Napsala knihu o svém věznění Truth Will Prevail (Pravda zvítězí). Její syn Jan byl v Československu zatčen a vyhoštěn do Británie v roce 1972, syn Karel podepsal Chartu 77 a emigroval do Británie v roce 1984.